# Trận Patay
Trận Patay (18 tháng 6 năm 1429) là trận chiến đỉnh điểm của Chiến dịch Loire trong Chiến tranh Trăm năm giữa Pháp và Anh ở phía bắc miền trung nước Pháp. Trong trận này, quân đội Pháp đã chủ động tấn công và đánh tan quân Anh, bắt sống được chủ tướng của quân Anh là John Talbot. Trận Patay được xem là chiến thắng lớn nhất của nữ anh hùng nước Pháp Jeanne d'Arc.
Quân Anh bao gồm cả quân phòng thủ còn lại tại Meung-sur-Loire. Quân Pháp chỉ chiếm cây cầu tại vị trí này, chứ không phải là lâu đàihoặc thị trấn lân cận với nó. Quân phòng thủ Anh rút lui từ Beaugency cũng gia nhập vào đạo quân này. Người Anh rất xuất sắc trong một trận đánh mở, họ đã đóng ở một vị trí nào đó mà ngày nay người ta chưa biết chính xác, nhưng theo truyền thống thì được cho là ở gần ngôi làng nhỏ Patay.
Chiến thuật phòng thủ tiêu chuẩn của cung thủ trường cung Anh chỉ là cắm những cọc gỗ nhọn vào mặt đất gần vị trí của họ và hướng về phía tấn công của kẻ thù. Chiến thuật này ngăn chặn các cuộc tấn công của kỵ binh và làm chậm các bước tiến của bộ binh địch đủ lâu để cho các cung thủ trường cung Anh có thể dội những con mưa tên, những đòn đánhmang tính chất quyết định vào đội hình của đối phương. Tuy nhiên, các cung thủ Anh đã vô tình để lộ vị trí của họ cho các đội trinh sát của Pháp trước khi công việc chuẩn bị chiến đấu của họ được hoàn tất khi mới chỉ cắm được một vài chiếc cọc đơn độc trên một cánh đồng gần đó và do đó các cung thủ lại chẩn bị trở thành những con mồi cho một cuộc săn bắn khủng khiếp.
Khi biết chính xác vị trí của người Anh, khoảng 1.500 thiết kỵ hạng nặng của Pháp dưới sự chỉ huy của các đại úy La Hire và Jean Poton de Xaintrailles, đây chính là đội kỵ binh bọc thép tiên phong của quân đội Pháp, dưới sự dẫn đầu của Jeanne d'Arc đã tấn công vào vị trí của người Anh. Trận chiến đã nhanh chóng trở thành một cuộc tháo chạy toán loạn, tất cả các kỵ sĩ Anh đã phi ngựa ngựa chạy trốn trong khi lực lượng bộ binh của họ, chủ yếu là lính cung thủ trường cung đã bị chém hạ hàng loạt. Cung thủ trường cung không bao giờ được trang bị để chống lại các hiệp sĩ thiết giáp ở tầm gần mà không có sự hỗ trợ từ những vị tríđược chuẩn bị kỹ lưỡng vốn qua đó các hiệp sĩ Pháp không thể chạm được vào họ và họ đã bị thảm sát. Đó là lần đầu tiên chiến thuật tấn công bằng kỵ binh với một số lượng rất lớn về phía trước của người Pháp đã thành công và tạo ra một kết quả quyết định.
Đại úy Jean Dagneau đã bắt tù binh được John Talbot, một viên chỉ huy nổi tiếng của Anh. Sau chiến công này đã được Dagneau phong tước hiệu quý tộc vào tháng 3 năm 1438 bởi Charles VII, vua của nước Pháp và đây cũng là nguồn gốc của gia đình của Dagneau de Richecour. Về phía người Anh, Talbot đã buộc tội Fastolf bỏ rơi đồng đội của mình trong khi đang đối mặt với kẻ thù, và ông này vẫn tiếp tục lời buộc tội trong khi phải thương lượng về một khoản tiền chuộc để được trả tự do từ nơi bị giam giữ.
Đó là một chiến thắng quyết định cho người Pháp và hoàn toàn xoay chuyển cục diện của chiến tranh. Chiến thắng này của người Pháp có thể nói là có ý nghĩa tương đương với trận Agincourt của Anh. Chiến thắng được ghi công cho Jeanne d'Arc và hầu như chỉ có đội quân tiên phong của quân Pháp là tham gia vào trận đánh và trận chiến đã kết thúc trước khi đội hình chính của quân Pháp có thể đến được chiến trường. Khoảng 2.500 quân Anh trên tổng số 5.000 người đã bị giết và bị bắt làm tù binh, từ đây danh tiếp bất khả chiến bại của lực lượng này đã bị tan biến. Ngoài ra, trận chiến này cũng góp phần củng cố vương trượng cho vua Charles VII của Pháp.